# Limosina meszarosi
Limosina meszarosi är en tvåvingeart som beskrevs av Papp 1974. Limosina meszarosi ingår i släktet Limosina och familjen hoppflugor.
Artens utbredningsområde är Mongoliet. Inga underarter finns listade i Catalogue of Life.